# Simone Facchinetti
Simone Facchinetti (Bergamo, 1972) è uno storico dell'arte e critico d'arte italiano.

## Biografia
Simone Facchinetti è uno studioso soprattutto di storia dell'arte lombarda e della critica d'arte. Laureatosi nel 2000 all'Università degli Studi di Milano, vi ha poi conseguito il Diploma della Scuola di Specializzazione in Storia dell'arte (2007) e il dottorato di ricerca in Storia della critica d'arte (2005), discutendo una tesi intitolata Dal Maestro Raro a Carlo Braccesco. Una ricerca di filologia longhiana (relatori Giovanni Agosti e Dante Isella), sfociata poi nella pubblicazione dell'edizione critica del Carlo Braccesco di Roberto Longhi (Guanda, 2008). Nel 2002 ha vinto il Premio Internazionale Sergio Polillo.
Dal 2000 al 2018 è stato Conservatore del Museo Adriano Bernareggi a Bergamo. Dal 2019 insegna Storia dell'arte moderna presso l'Università del Salento, dove è stato ricercatore e ora è professore associato. Ha curato per la Royal Academy of Arts di Londra, con Arturo Galansino, la mostra dedicata a Giovan Battista Moroni nel 2014. Per la stessa istituzione ha co-curato nel 2016 In the Age of Giorgione. Nel 2019 ha co-curato, alla Frick Collection di New York: Moroni. The Riches of Renaissance Portraiture, nonché altre mostre. Tra queste meritano di essere ricordate la monografica su Paris Bordon ai Musei Civici di Treviso, nel 2022, e Moroni (1521-1580). Il ritratto del suo tempo alle Gallerie d'Italia a Milano, nel 2023, sempre co-curate con Arturo Galansino. Collabora con Alias-D del il manifesto e con "Il Giornale dell'Arte". Dal 2020 insegna anche all'Università degli studi di Bergamo.
Il suo studio approfondito sulle opere di Giovan Battista Moroni lo ha portato alla pubblicazione delle opere complete dell'artista albinese, oltre alla curatela della mostra sopra citata.

## Opere
- Mantegna e il rinascimento in Valpadana-Grandi Maestri dell'arte, Il sole 24 ore, 2007.
- Da Bergognone a Tiepolo. Scoperte e restauri in provincia di Bergamo, Silvana, 2002, ISBN 978-88-8215-502-5.
- Giovan Battista Moroni. Lo sguardo sulla realtà (1560-1579), Silvana, 2004, ISBN 978-88-8215-811-8.
- Fermo Stella da Caravaggio, Fondazione Adriano Bernareggi, 2008, ISBN 978-88-941621-0-3.
- Gianriccardo Piccoli, Mondadori Electa, 2011.
- Carlo Ceresa. Un pittore del Seicento lombardo tra realtà e devozione- Catalogo della mostra (Bergamo, 10 marzo-24 giugno 2012), Bergamo, Silvana, 2012.
- Giovanni Frangi. Lotteria farnese, Silvana, 2015.
- con Chiara Frugoni, Senza misericordia. Il Trionfo della Morte e la Danza macabra a Clusone, Torino, Einaudi, 2016, ISBN 978-88-06-22479-0.
- Storie e segreti dal mercato dell'arte, Il Mulino, 2019.
- Terra di confine. Arti figurative a Bergamo nel Rinascimento (e oltre), Officina Libraria, 2019, ISBN 88-336-7067-8.
- Peterzano. Tra Tiziano e Caravaggio, Skira, 2020, ISBN 88-572-4298-6.
- Giovan Battista Moroni. Opera completa, Officina libraria, 2021, ISBN 978-88-3367-154-3.
- Il mercato dell'arte. Le regole del gioco, Torino, Allemandi, 2023.